# Moutiers-au-Perche
Moutiers-au-Perche è un comune francese di 450 abitanti situato nel dipartimento dell'Orne nella regione della Normandia.

## Società

### Evoluzione demografica
Abitanti censiti